# Езёрский сельсовет
Езёрский сельсовет — административная единица на территории Чериковского района Могилёвской области Белоруссии.

## История
Деревня Езёры известна со времён Великого Княжества Литовского. Название возникло от озера около деревни (Езёры — Озера).
В XVII—XVIII веках Езёры были центром небольшого старосто-государственного владения. В 1765 году в Езёрах было 47 крестьянских дворов с населением около 300 человек.
В разные времена владельцами Езёрского имения были графиня Витт, маркиз Маруцца. В то время в Езёрское имение входило 2 села, 1 сельцо и 7 деревень. Крестьяне занимались в основном земледелием, а также заготовкой леса, добычей дегтя и смолы, изготовлением пеньки, пчеловодством.
В середине 1880-х годов единовластным хозяином Езёрского имения стал князь Алексей Алексеевич Оболенский — подпоручик в отставке. Хозяйство Оболенских было известно достижениями в животноводстве, земледелии — так в 1896 году Оболенские на выставке в Могилёве получили ряд наград.
7 сентября 1904 года пожар в деревне Езёры уничтожил двухэтажный винокуренный завод и другие постройки.
В 1916 году Езёрское имение продалось с аукциона за долги.
В 1930-е годы в деревне Езёры был создан колхоз имени Димитрова. В 1956 году он был присоединен к вновь образованному совхозу «Чериковский». С 1964 года совхоз «Езёрский» существовал как самостоятельное хозяйство. С 1992 года — колхоз «Езёрский».
На основании исполкома Могилевского областного Совета депутатов трудящихся № 533 от 24 июня 1960 года «Об изменениях в административно-территориальном делении сельских Советов Кричевского района» Езёрский сельский Совет прекратил свою деятельность.
Решением исполнительного комитета Могилевского областного Совета депутатов трудящихся № 81 от 18 февраля 1972 года был образован Езёрский сельский Совет депутатов трудящихся и его исполнительный комитет с центром деревне Езёры, Чериковского района, Могилевской области.
В 2005 году Езёры — агрогородок.

## Состав
На основании решения исполнительного комитета Могилевского областного Совета народных депутатов от 30.07.1993 г. № 11-14 «Вопросы административного деления», решения сессии Чериковского районного Совета народных депутатов от 21.10.1993 г. № 16-4 и решения Чериковского райисполкома от 27.10.1993 г. № 44-21 населенные пункты совхоза «Новатор» деревни Лобча, Долгое, Гижня, Дубровка, Рынковка переданы из Лобановского сельсовета в Езёрский сельсовет.
В настоящее время Езёрский сельсовет включает 22 населённых пункта:
- Баков — деревня.
- Вербеж — деревня.
- Виноград — посёлок.
- Гижня — деревня.
- Гривки — посёлок.
- Долгое — деревня.
- Дубровка — деревня.
- Езёры — агрогородок.
- Заозерье — посёлок.
- Звезда — деревня.
- Карповский — посёлок.
- Лобча — деревня.
- Михлин — деревня.
- Новый Свет — посёлок.
- Полипень — деревня.
- Припечино — деревня.
- Ржавец — деревня.
- Рогалино — деревня.
- Рынковка — деревня.
- Селище — деревня.
- Соколовка — агрогородок.
- Шиманы — деревня.
- Новая Слобода

Упразднённые населённые пункты на территории сельсовета:
- Новая Слобода

## Промышленность и сельское хозяйство
- КСУП «Езёрский»
- СПК «Прогресс»

## Социальная сфера
- Езёрский сельский Дом культуры
- Соколовский сельский клуб
- Лобчанский сельский клуб
- Вербежский сельский клуб
- Рогалинский сельский клуб/библиотека
- Езёрская сельская библиотека
- Соколовская сельская библиотека
- Лобчанская сельская библиотека
- Вербежская сельская библиотека
- Учреждения здравоохранения:
- Езёрская сельская врачебная амбулатория
- Соколовский фельдшерско-акушерский пункт
- Лобчанский фельдшерско-акушерский пункт

## Учреждения образования
- ГУО «Езёрская средняя школа»
- ГУО «Соколовская базовая школа»
- ГУО «Езёрские ясли-сад»
- ГУО «Соколовские ясли- сад»
- Езёрская Детская школа искусств